# V390 Velorum
V390 Velorum (V390 Vel / IRAS 08544) es una estrella variable en la constelación de Vela, la vela del Navío Argos.
De magnitud aparente +9,2, visualmente se localiza a 22 minutos de arco al norte de IY Velorum.
Se encuentra aproximadamente a 800 pársecs (2600 años luz) del sistema solar.

## Características
V390 Velorum es un sistema binario post-AGB, catalogado como de tipo espectral F3e. 
La estrella principal tiene una temperatura efectiva de 7250 K y es 5000 veces más luminosa que el Sol.
Su masa puede ser comparable a la del Sol.
La estrella acompañante la orbita cada 499 ± 3 días y puede tener una masa de 0,4 masas solares.

## Estado evolutivo
V390 Velorum es una estrella en evolución desde la fase de gigante roja a la fase de enana blanca, una transición en donde la expulsión de un gran envoltorio de gas y polvo da lugar a la formación de una nebulosa planetaria. Dicha metamorfosis, rápida en términos de la vida de la estrella, es bastante compleja y poco entendida. En concreto, no se conoce bien como una estrella esférica puede producir la gran variedad de formas observadas en las nebulosas planetarias.
Las observaciones llevadas a cabo en V390 Velorum demuestran claramente que el polvo alrededor de la estrella no se distribuye de forma esférica, indicando que el mecanismo responsable de la asimetría en la nebulosa planetaria existe antes de que tenga lugar la metamorfosis. Se ha encontrado evidencia de un disco circunestelar que se extiende desde 9 UA a varios cientos de UA, englobando también a la estrella acompañante. El disco es muy similar a los discos protoplanetarios alrededor de estrellas jóvenes.

## Variabilidad
V390 Velorum exhibe una pequeña variación de brillo de 0,18 magnitudes en banda V.
Catalogada como variable RV Tauri, su período es de 71,9 días.